# Transporte en el Sáhara Occidental
El transporte en el Sáhara Occidental está caracterizado por las duras condiciones del Sahara, la concentración de la población en El Aaiún y la limitación en su desarrollo impuesta por conflicto del Sahara Occidental.
Destaca la cinta transportadora más larga del mundo, con 100 kilómetros de longitud, para el transporte de fosfato desde las minas de Bu Craa al puerto de El Aaiún. Esta el la infraestructura de transporte más importante del Sahara Occidental, visible desde el espacio.

## Transporte terrestre

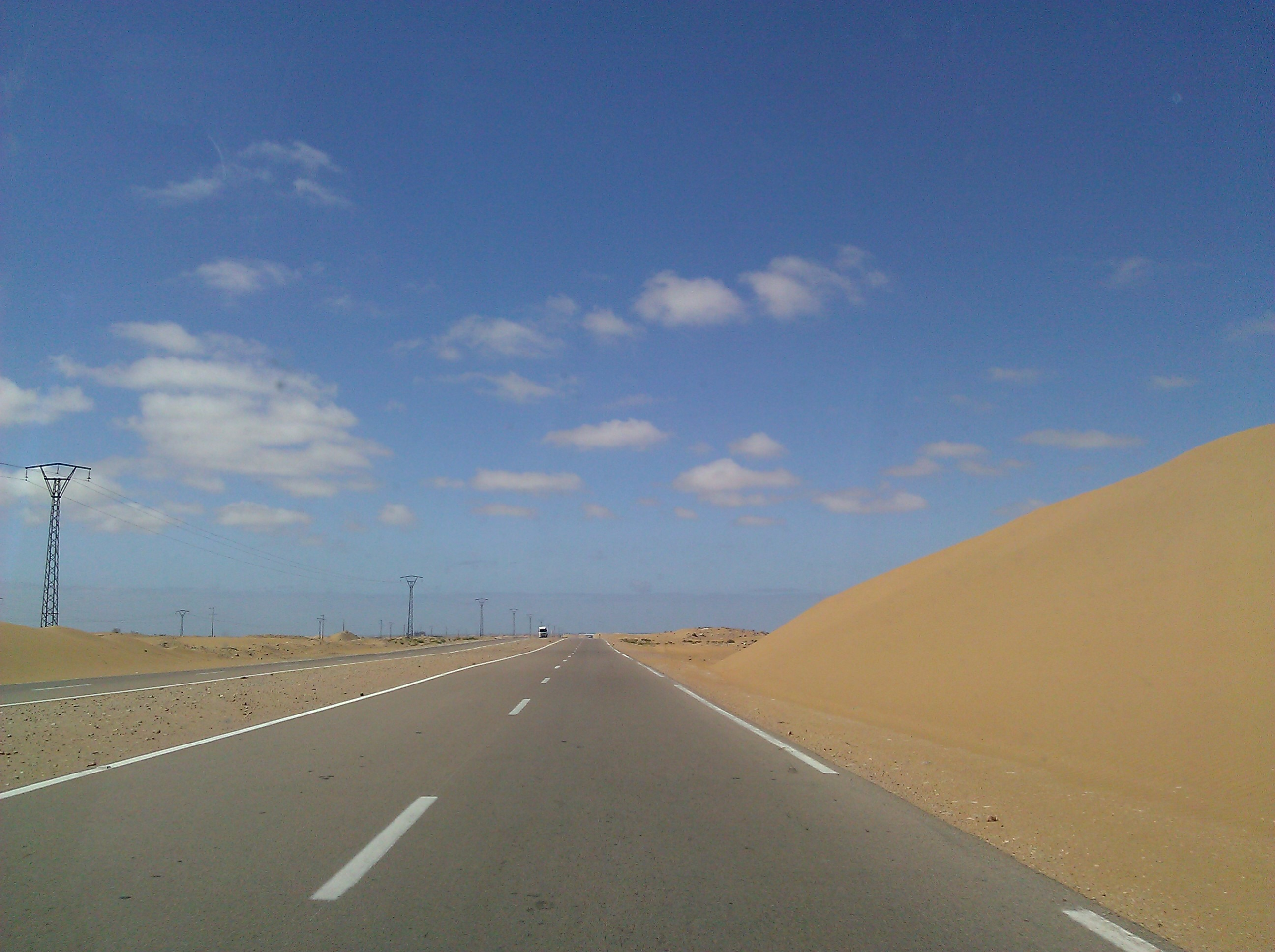
Carretera N1 en El Aaiún

Sólo hay 6.200 kilómetros de carreteras, de los cuales 1.126 kilómetros están asfaltados. Una pequeña red de autopistas proporciona conexiones terrestres limitadas. La autopista N1 la principal vía de comunicación que recorre la costa atlántica del país. Hay algunas carreteras en el norte y sólo dos en el sur que se desprenden de la N1 hacia las poblaciones secundarias como Auserd o Esmara. Todas las demás carreteras son locales y es peligroso transitar fuera de las carreteras debido a las minas del conflicto del Sahara Occidental. Además de vehículos a motor, es habitual el transporte de mercancías a lomos de dromedario.
Sólo hay 4 empresas con licencia para utilizar autobuses en el Sáhara Occidental, que son: CTM, Supratours, Satas y Sat; los autobuses de CTM y Supratours tienen un servicio diario de Dajla a Marrakech vía El Aaiún y Agadir. El transporte por carretera mediante autobuses sigue siendo el principal medio de transporte.
La cinta transportadora más larga del mundo tiene 100 kilómetros de longitud, desde las minas de fosfato de Bu Craa hasta la costa al sur de El Aaiún (El Marsa). La cinta transporta cada hora unas 2.000 toneladas métricas de roca con fosfato desde las minas hasta El Aaiún, donde se carga y se envía. Fue construida en época del Sahara español. Durante la guerra del Sahara Occidental esta cinta fue objeto de ataques del Frente Polisario.

## Transporte marítimo

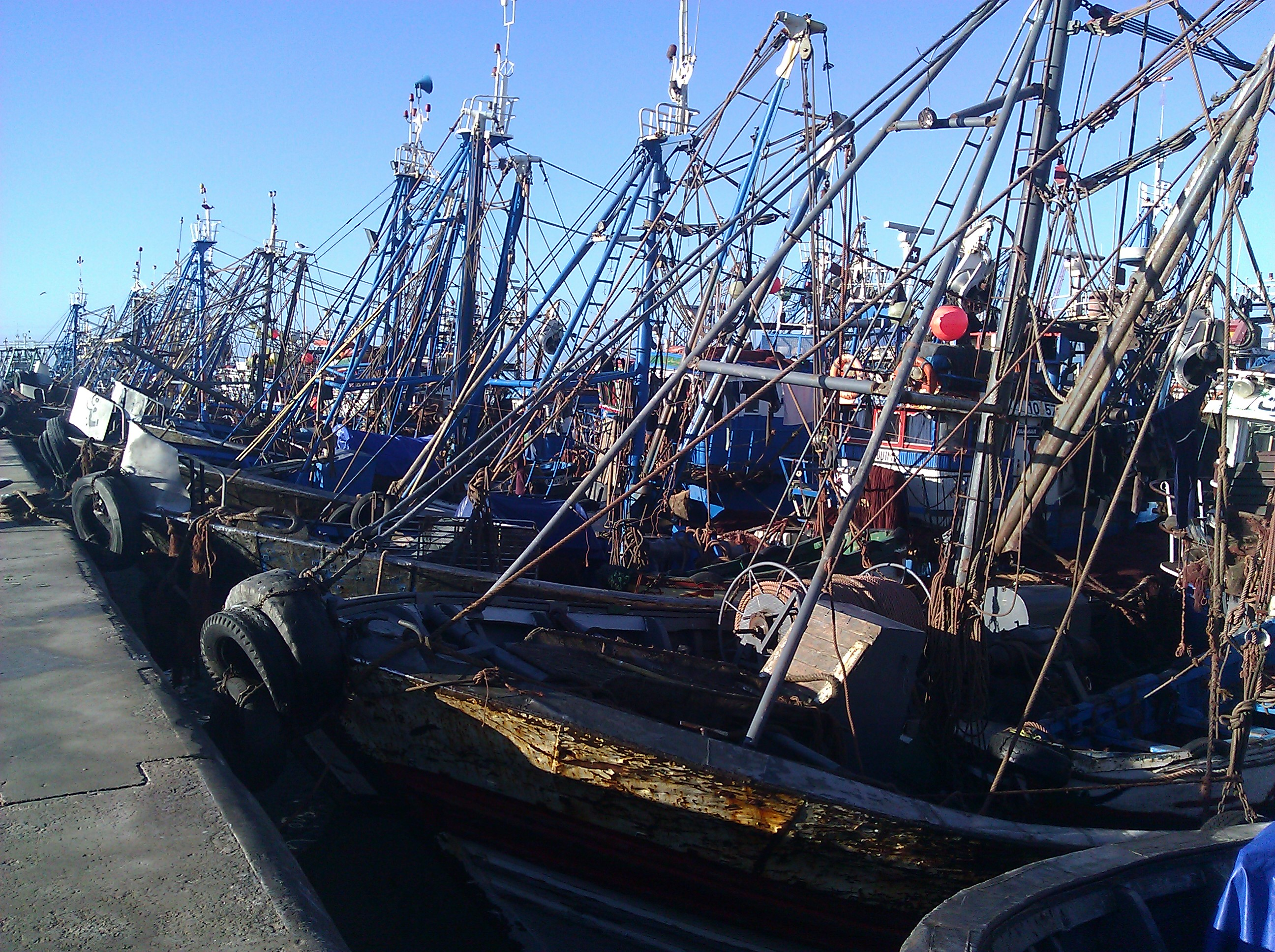
Flota pesquera en el puerto de El Aaiún (El Marsa)

Los principales puertos del Sáhara Occidental son Villa Cisneros, pequeña instalación portuaria (Port Marchand Lassarga/Port-Îlot), Cabo Bojador, pequeño puerto con almacén de barcos de pesca en el interior, y El Aaiún. El puerto de El Aaiún (El Marsa) es una importante instalación portuaria de aguas profundas; utilizada por barcos que transportan fosfato (FosBucraa), grandes buques de pesca y patrulleras militares.

## Transporte aéreo

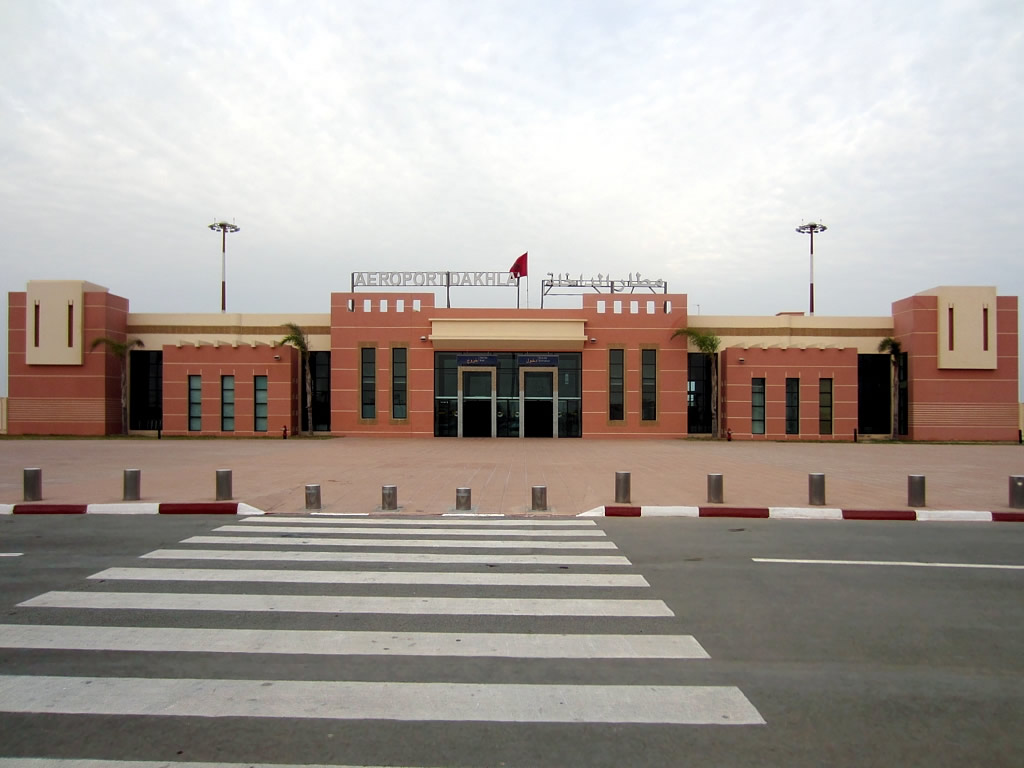
Aeropuerto de Dajla

Hay seis aeródromos, tres con pistas pavimentadas y tres sin pavimentar, y un helipuerto (militar en Cabo Bojador). El aeropuerto Hassan I, que sirve a El Aaiún, es un aeropuerto internacional. El aeropuerto de Dajla se encuentra en Dajla y tiene vuelos comerciales operativos. Señalar también el pequeño aeropuerto de Smara y el desaparecido de La Güera.

## Transporte por ferrocarril
Carece de servicio ferroviario. Una pequeña sección de cinco kilómetros ferrocarril minero de Mauritania pasa por el sureste del Sahara Occidental, por la Zona Libre controlada por Frente Polisario.